# Сихів (торговий центр)
Торговий центр Сихів -- один з найбільших багатофункціональних торгівельних центрів у житловому масиві Сихів, що у Сихівському районі Львова. ТЦ розташовано за адресою вул. Сихівська, 16 а. Торговий центр відкрито у 2012 році. Засновником ТЦ «Сихів» є ТзОВ «Замок». Торгівельний центр спеціалізується на торгівлі продуктами, промисловими товарами, квітами та наданні послуг. ТЦ «Сихів» розташовано у 5-поверховій скляній будівлі (плюс цоколь), площа торгівельних залів включно з двома терасами та розташованою в цоколі квітковою галереєю 7650 кв. м., Загальна площа ТЦ понад 10000 м. кв. 

## Історія
Активна розбудова Сихова, як найбільшого житлового масиву, розпочалась у 1980-х роках, однак тривалий час він вважався непрестижним віддаленим районом Львова, зокрема через відсутність власної інфраструктури, у тому числі торгівельної. У 1990-х роках за адресою вул. Сихівська 16а ТзОВ «Замок» відкрило продуктовий ринок «Сихівський», який став першим продуктовим ринком на Сихові та отримав народну назву «Іскра», або «Ринок на Іскрі». У 2001 році Сихів став основою нового району Львова – Сихівського.

 
У травні 2009 року Львівська міськрада дала дозвіл ТзОВ «Замок» збудувати на місці ринку сучасний торгівельний центр. У 2012 році було відкрито торгівельний центр «Сихів», однак частина городян за старою звичкою називає його «Іскрою». Також неофіційна назва «Іскра» збереглася за прилеглим до ТЦ мікрорайону. Відтоді споруда ТЦ «Сихів» не зазнавала значних зовнішніх змін.

## Магазини
Загалом у ТЦ «Сихів» розташовано понад 100 спеціалізованих магазинів (не рахуючи продуктових), зокрема у цокольному поверсі є зал для продажу квітів та електроінструментів, перший поверх – продаж продуктів, наступні поверхи – спеціалізовані магазини промислових товарів, фітнес, розважальні та реабілітаційні центри, різноманітні послуги.